# 20マウス
『20マウス』（トウェンティマウス、英: TWENTY MOUTHS）は、2011年4月20日から9月21日までTBSで放送されていた深夜バラエティ番組。2010年12月31日（30日深夜）にパイロット版『今旬芸人20人の超全力トークショー〜20マウス』の放送を経て、レギュラー化された。

## 概要
2000年代以降に見られる様な、数人の司会者と多数のゲストが出演するトーク番組ではなく、20人の出演者が1人のゲストを招くトーク番組である。
各々が「ゲストと一緒にやったら盛り上がる企画」を独自に提案し、誰のアイディアであるかを伏せたままゲストが企画を選択する。選ばれた企画を提案した出演者が進行役としてトークを展開する。
レギュラー放送は2011年9月21日で終了したが、同年10月14日の21:00〜22:48にスペシャル版『祝20マウスゴールデン 芸能界の禁断トークで勉強させて頂きまスペシャル』がTBS系列全国ネットで放送された。

## 出演者

### 特番時代からの出演
- アジアン（馬場園梓・隅田美保）
- オリエンタルラジオ（藤森慎吾・中田敦彦）
- カナリア（安達健太郎・ボン溝黒）
- 銀シャリ（鰻和弘・橋本直）
- ピース（綾部祐二・又吉直樹）
- フルーツポンチ（亘健太郎・村上健志）
- モンスターエンジン（西森洋一・大林健二）
- 岡本玲（2011年10月14日のスペシャルは不参加）
- 小森純
- 田野アサミ
- トリンドル玲奈

### 特番のみの出演
- ジャルジャル（後藤淳平・福徳秀介）
- ファンタジスタさくらだ（あやまんJAPAN）（2011年10月14日のSPのみ）

### レギュラー化以降の出演
- あやまん監督（あやまんJAPAN）
- 諸見里大介

## 放送リスト
| 回 | 放送日          | ゲスト                                                                               | 備考 |
| -- | --------------- | ------------------------------------------------------------------------------------ | ---- |
| SP | 2010年 12月30日 | 溝端淳平                                                                             |      |
| SP | 2010年 12月30日 | 上原多香子                                                                           |      |
| 1  | 2011年 4月20日  | 佐々木蔵之介                                                                         |      |
| 2  | 4月27日         | 堀北真希                                                                             |      |
| 3  | 5月4日          | 杉村太蔵                                                                             |      |
| 4  | 5月11日         | 矢田亜希子                                                                           |      |
| 5  | 5月18日         | 三浦翔平                                                                             |      |
| 6  | 5月25日         | 高田純次                                                                             |      |
| 7  | 6月1日          | 吉川ひなの                                                                           |      |
| 8  | 6月8日          | はるな愛                                                                             |      |
| 9  | 6月15日         | ミッツ・マングローブ                                                                 |      |
| 10 | 6月22日         | 草刈民代、平岡祐太                                                                   |      |
| 11 | 7月13日         | テリー伊藤、熊田曜子                                                                 |      |
| 12 | 7月20日         | 佐藤隆太                                                                             |      |
| 13 | 8月3日          | 槇原敬之                                                                             |      |
| 14 | 8月10日         | デーブ・スペクター、パンツェッタ・ジローラモ                                         |      |
| 15 | 8月17日         | 日南響子、私立恵比寿中学、ミスター6号 阿部紗英、きゃりーぱみゅぱみゅ、ミドリカワ書房 |      |
| 16 | 8月24日         | デヴィ・スカルノ                                                                     |      |
| 17 | 8月31日         | キャイ〜ン                                                                           |      |
| 18 | 9月7日          | 青木裕子、加藤シルビア、田中みな実                                                   |      |
| 19 | 9月14日         | 東国原英夫、水道橋博士                                                               |      |
| 20 | 9月21日         | 千原ジュニア                                                                         |      |
| SP | 10月14日        | 爆笑問題、ベッキー、桐谷健太、古田新太、クリス松村                                   |      |

## ネット局と放送時間

### パイロット版
| 放送対象地域 | 放送局           | 系列    | 放送日時                         | 遅れ   |
| ------------ | ---------------- | ------- | -------------------------------- | ------ |
| 関東広域圏   | TBSテレビ（TBS） | TBS系列 | 2010年12月31日 0時10分 - 1時25分 | 制作局 |

### レギュラー版
| 放送対象地域   | 放送局                | 系列    | 放送日時                           | 遅れ                         |
| -------------- | --------------------- | ------- | ---------------------------------- | ---------------------------- |
| 関東広域圏     | TBSテレビ（TBS）      | TBS系列 | 水曜23時50分 - 翌0時50分           | 制作局                       |
| 北海道         | 北海道放送（HBC）     | TBS系列 | 水曜23時50分 - 翌0時50分           | 同時ネット                   |
| 福島県         | テレビユー福島（TUF） | TBS系列 | 水曜23時50分 - 翌0時50分           | 同時ネット                   |
| 静岡県         | 静岡放送（SBS）       | TBS系列 | 水曜23時50分 - 翌0時50分           | 同時ネット                   |
| 石川県         | 北陸放送（MRO）       | TBS系列 | 水曜23時50分 - 翌0時50分           | 同時ネット                   |
| 岡山県・香川県 | 山陽放送（RSK）       | TBS系列 | 水曜23時50分 - 翌0時50分           | 同時ネット                   |
| 福岡県         | RKB毎日放送（RKB）    | TBS系列 | 水曜23時50分 - 翌0時50分           | 同時ネット                   |
| 沖縄県         | 琉球放送（RBC）       | TBS系列 | 水曜23時50分 - 翌0時50分           | 同時ネット                   |
| 中京広域圏     | 中部日本放送（CBC）   | TBS系列 | 木曜 0時50分 - 1時55分（水曜深夜） | 7日遅れ                      |
| 新潟県         | 新潟放送（BSN）       | TBS系列 | 木曜 0時50分 - 1時50分（水曜深夜） | 7日遅れ (初回のみ同時ネット) |
| 宮城県         | 東北放送（TBC）       | TBS系列 | 土曜 0時35分 - 1時35分（金曜深夜） | 16日遅れ                     |
| 熊本県         | 熊本放送（RKK）       | TBS系列 | 日曜 14時00分 - 15時00分           | 不定期放送                   |
| 大分県         | 大分放送（OBS）       | TBS系列 | 水曜 23時55分 - 翌0時55分          | 不定期放送                   |

### スペシャル版
| 放送対象地域   | 放送局                    | 系列    | 放送日時                           | 遅れ       |
| -------------- | ------------------------- | ------- | ---------------------------------- | ---------- |
| 関東広域圏     | TBSテレビ（TBS）          | TBS系列 | 2011年10月14日 21時00分 - 22時48分 | 制作局     |
| 北海道         | 北海道放送（HBC）         | TBS系列 | 2011年10月14日 21時00分 - 22時48分 | 同時ネット |
| 青森県         | 青森テレビ（ATV）         | TBS系列 | 2011年10月14日 21時00分 - 22時48分 | 同時ネット |
| 岩手県         | IBC岩手放送（IBC）        | TBS系列 | 2011年10月14日 21時00分 - 22時48分 | 同時ネット |
| 宮城県         | 東北放送（TBC）           | TBS系列 | 2011年10月14日 21時00分 - 22時48分 | 同時ネット |
| 山形県         | テレビユー山形（TUY）     | TBS系列 | 2011年10月14日 21時00分 - 22時48分 | 同時ネット |
| 福島県         | テレビユー福島（TUF）     | TBS系列 | 2011年10月14日 21時00分 - 22時48分 | 同時ネット |
| 山梨県         | テレビ山梨（UTY）         | TBS系列 | 2011年10月14日 21時00分 - 22時48分 | 同時ネット |
| 新潟県         | 新潟放送（BSN）           | TBS系列 | 2011年10月14日 21時00分 - 22時48分 | 同時ネット |
| 長野県         | 信越放送（SBC）           | TBS系列 | 2011年10月14日 21時00分 - 22時48分 | 同時ネット |
| 静岡県         | 静岡放送（SBS）           | TBS系列 | 2011年10月14日 21時00分 - 22時48分 | 同時ネット |
| 富山県         | チューリップテレビ（TUT） | TBS系列 | 2011年10月14日 21時00分 - 22時48分 | 同時ネット |
| 石川県         | 北陸放送（MRO）           | TBS系列 | 2011年10月14日 21時00分 - 22時48分 | 同時ネット |
| 中京広域圏     | 中部日本放送（CBC）       | TBS系列 | 2011年10月14日 21時00分 - 22時48分 | 同時ネット |
| 近畿広域圏     | 毎日放送（MBS）           | TBS系列 | 2011年10月14日 21時00分 - 22時48分 | 同時ネット |
| 鳥取県・島根県 | 山陰放送（BSS）           | TBS系列 | 2011年10月14日 21時00分 - 22時48分 | 同時ネット |
| 岡山県・香川県 | 山陽放送（RSK）           | TBS系列 | 2011年10月14日 21時00分 - 22時48分 | 同時ネット |
| 広島県         | 中国放送（RCC）           | TBS系列 | 2011年10月14日 21時00分 - 22時48分 | 同時ネット |
| 山口県         | テレビ山口（tys）         | TBS系列 | 2011年10月14日 21時00分 - 22時48分 | 同時ネット |
| 愛媛県         | あいテレビ（ITV）         | TBS系列 | 2011年10月14日 21時00分 - 22時48分 | 同時ネット |
| 高知県         | テレビ高知（KUTV）        | TBS系列 | 2011年10月14日 21時00分 - 22時48分 | 同時ネット |
| 福岡県         | RKB毎日放送（RKB）        | TBS系列 | 2011年10月14日 21時00分 - 22時48分 | 同時ネット |
| 長崎県         | 長崎放送（NBC）           | TBS系列 | 2011年10月14日 21時00分 - 22時48分 | 同時ネット |
| 熊本県         | 熊本放送（RKK）           | TBS系列 | 2011年10月14日 21時00分 - 22時48分 | 同時ネット |
| 大分県         | 大分放送（OBS）           | TBS系列 | 2011年10月14日 21時00分 - 22時48分 | 同時ネット |
| 宮崎県         | 宮崎放送（MRT）           | TBS系列 | 2011年10月14日 21時00分 - 22時48分 | 同時ネット |
| 鹿児島県       | 南日本放送（MBC）         | TBS系列 | 2011年10月14日 21時00分 - 22時48分 | 同時ネット |
| 沖縄県         | 琉球放送（RBC）           | TBS系列 | 2011年10月14日 21時00分 - 22時48分 | 同時ネット |

## スタッフ
- 企画：坂田栄治（TBS）
- 構成：今村クニト、中野俊成、宇都宮フトシ、興津豪乃
- ナレーション：斎藤哲也（TBSアナウンサー）
- TM：金澤健一（TBS）
- TD：寺尾昭彦
- CAM：斉藤美由紀
- VE：青木孝憲
- 音声：朝日拓郎
- 照明：中田学
- ロケCAM：神尾淳（スウィッシュジャパン）
- ロケ音声：後藤龍幸（スウィッシュジャパン）
- 美術プロデューサー：杉浦仁
- 美術デザイン：太田卓志（TBS）
- 美術制作：澁谷政史
- 装置：谷平真二
- 電飾：西田和正
- 装飾：野呂利勝
- CG：小林陽二、よシまるシン
- メイク：石月祐子
- 編集：明官充、猪瀬茂、中村哲夫
- MA：大形省一
- 音効：栗田勇児
- TK：鈴木裕恵
- 宣伝：眞鍋武（TBS）
- 制作プロデューサー：加茂忠夫
- AP：福岡雅秀、山本希恵
- AD：佐久間晃嗣（TBS）、小美野沙織／河野明奈、西村章吾、柳沼秀明
- FD：堀脇慎志郎、小寺倫代
- ディレクター：安彦和弘、横山健一、八島崇行、藤本直樹、長岡均
- 演出：※担当ディレクター週替り交代
- プロデューサー：川澄博雄・栄次崇之・喜瀬川恵子（TBS）、野中雅弘（よしもとクリエイティブ・エージェンシー）、林敏博（ビーダッシュ）
- 総合演出：村山俊彦（ラッキーぱんだ）
- チーフプロデューサー：大久保竜（TBS）
- スタッフ協力：ビーダッシュ、ラッキーぱんだ、オフィスクライン、ウインズウイン
- 制作協力：吉本興業
- 制作：TBSテレビ
- 製作著作：TBS

## エンディングテーマ
| 曲         | 歌手       | 使用期間                                  |
| ---------- | ---------- | ----------------------------------------- |
| ねぇ、、、 | 後藤真希   | 2011年4月・5月度(2011年4月20日 - 5月25日) |
| Nir        | 音速ライン | 2011年6月･7月度(2011年6月1日 - 7月20日)   |
| 遥か       | 間慎太郎   | 2011年8月･9月度(2011年8月3日 - 9月21日)   |